# Hatice Şendil
Hatice Şendil Sağyaşar (* 2. August 1983 in Istanbul als Hatice Şendil) ist eine türkische Schauspielerin und Model.

## Leben und Karriere
Şendil wurde am 2. August 1983 in Istanbul geboren. Später wuchs sie in Antalya auf. Ihre Mutter stammt aus Istanbul und ihr Vater aus Antalya. Sie hat zwei Geschwister. Şendil studierte an der Universität Betriebswirtschaft. 2001 nahm sie am Wettbewerb zur Miss Turkey teil und belegte den dritten Platz. Bei Miss Europe wurde sie Vierte. Danach trat sie in Çelik Erişçis Musikvideo "Töre" auf.
Anschließend spielte sie 2008 in Kurtlar Vadisi Pusu mit. Unter anderem bekam sie 2010 eine Rolle in der Serie Karadağlar. Ihren Durchbruch hatte sie in der Fernsehserie Dila Hanım. Dann spielte als Şendil in Kaderimin Yazıldığı Gün mit. Die Serie bekam in der Türkei gute Bewertungen. 2020 spielte sie in der Serie Uyanış Büyük Selçuklu mit.

## Privates
Şendil ist seit 2015 mit dem Schauspieler Burak Sağyaşar verheiratet. 2017 bekam das Paar sein erstes Kind.

## Filmografie
Filme
- 2015: Hayat Öpücüğü

Fernsehserien
- 2001: Yeni Hayat
- 2005: Eylül
- 2007: İki Yabancı
- 2007: Fesupanallah
- 2008: Yaban Gülü
- 2008–2010: Kurtlar Vadisi Pusu
- 2010: Geniş Aile
- 2010: Karadağlar
- 2012: Dila Hanım
- 2014: Kaderimin Yazıldığı Gün
- 2016: Yüksek Sosyete
- 2020–2021: Uyanış: Büyük Selçuklu
- 2022: İyilik